# Kazimierz Zimny
Kazimierz Franciszek Zimny (Tczew, 1935. június 4. – 2022. június 30.) olimpiai bronzérmes lengyel atléta, hosszútávfutó.

## Pályafutása
A LZS Gdańsk, majd a CWKS Bydgoszcz atlétája volt. Az 1960-as római olimpián 5000 méteres síkfutásban bronzérmet szerzett. Az 1958-as és 1962-es Európa-bajnokságon ugyan ebben a versenyszámban ezüstérmes volt.

## Egyéni legjobbjai
- 5000 méteres síkfutás – 13:44.4 (1959)
- 10000 méteres síkfutás – 13:44.4 (1965)

## Sikerei, díjai
- Olimpiai játékok – 5000 m
  - ezüstérmes: 1960, Róma
- Európa-bajnokság – 5000 m
  - ezüstérmes (2): 1958, 1962